# シルダリヤ火力発電所
シルダリヤ火力発電所（英: Syrdarya Power Plant）は、ウズベキスタンのシルダリヤに位置する火力発電所である。5本の煙突が聳え、そのうち最も高いものでは350mある。1975年に竣工した。